# Teorema del peso máximo
En la teoría de la representación, una rama de las matemáticas, el teorema del peso máximo clasifica las representaciones irreductibles de un álgebra de Lie compleja semisimple {\displaystyle {\mathfrak {g}}}. Existe un teorema estrechamente relacionado que clasifica las representaciones irreducibles de un grupo de Lie compacto conexo {\displaystyle K}. El teorema establece que existe una biyección
{\displaystyle \lambda \mapsto [V^{\lambda }]}
del conjunto de "elementos integrales dominantes" al conjunto de clases de equivalencia de representaciones irreducibles de {\displaystyle {\mathfrak {g}}} o {\displaystyle K}. La diferencia entre los dos resultados está en la noción precisa de "integral" en la definición de elemento integral dominante. Si {\displaystyle K} está simplemente conectado, esta distinción desaparece.
El teorema fue demostrado originalmente por Élie Cartan en un artículo de 1913. La versión del teorema para un grupo de Lie compacto se debe a Hermann Weyl. El teorema es una de las piezas clave de la teoría de la representación de álgebras semisimples de Lie.

## Declaración
Digamos que {\displaystyle K} es un grupo de Lie compacto conectado con álgebra de Lie {\displaystyle {\mathfrak {k}}} y {\displaystyle {\mathfrak {g}}:={\mathfrak {k}}+i{\mathfrak {k}}} es la complejización de {\displaystyle {\mathfrak {g}}}. Digamos que {\displaystyle T} es un toro máximo en {\displaystyle K} con álgebra de Lie {\displaystyle {\mathfrak {t}}}. Entonces {\displaystyle {\mathfrak {h}}:={\mathfrak {t}}+i{\mathfrak {t}}} es una subálgebra de Cartan de {\displaystyle {\mathfrak {g}}}, y podemos formar el sistema raíz asociado {\displaystyle R}. La teoría procede entonces de manera muy parecida a como en el caso del álgebra de Lie, con una diferencia crucial: la noción de integralidad es diferente. Específicamente decimos que un elemento {\displaystyle \lambda \in {\mathfrak {h}}} es analíticamente integral  si
{\displaystyle 2{\frac {\langle \lambda ,\alpha \rangle }{\langle \alpha ,\alpha \rangle }}}
es un número entero para cada raíz {\displaystyle \alpha }. A continuación elegimos un conjunto {\displaystyle R^{+}} de raíces positivas y decimos que un elemento {\displaystyle \lambda \in {\mathfrak {h}}^{*}} es dominante si {\displaystyle \langle \lambda ,\alpha \rangle \geq 0} para todo {\displaystyle \alpha \in R^{+}}. Un elemento {\displaystyle \lambda \in {\mathfrak {h}}^{*}} integral dominante si es a la vez dominante e integral. Finalmente, si {\displaystyle \lambda } y {\displaystyle \mu } están en {\displaystyle {\mathfrak {h}}^{*}}, decimos que {\displaystyle \lambda } es mayor  que {\displaystyle \mu } si {\displaystyle \lambda -\mu } se puede expresar como una combinación lineal de raíces positivas con coeficientes reales no negativos.
Un peso {\displaystyle \lambda } de una representación {\displaystyle V} de {\displaystyle {\mathfrak {g}}} entonces se llama peso más alto si {\displaystyle \lambda } es más alto que cualquier otro peso {\displaystyle \mu } de {\displaystyle V} .
El teorema del peso más alto establece entonces:
- Si {\displaystyle V} es una representación irreducible de dimensión finita de {\displaystyle {\mathfrak {g}}}, entonces {\displaystyle V} tiene un peso máximo único, y este peso máximo es la integral dominante.
- Si dos representaciones irreducibles de dimensión finita tienen el mismo peso máximo, son isomorfas.
- Para cada elemento integral dominante {\displaystyle \lambda }, existe una representación irreducible de dimensión finita con mayor peso {\displaystyle \lambda } .

La parte más difícil es la última, la construcción de una representación irreducible de dimensión finita con un peso máximo prescrito.

### El caso del grupo compacto
Tomemos {\displaystyle {\mathfrak {g}}} un álgebra de Lie compleja semisimple de dimensión finita con subálgebra de Cartan {\displaystyle {\mathfrak {h}}} . Tomemos {\displaystyle R} como sistema raíz. Entonces decimos que un elemento {\displaystyle \lambda \in {\mathfrak {h}}^{*}} es integral  si
{\displaystyle \langle \lambda ,H\rangle }
es un número entero siempre que
{\displaystyle e^{2\pi H}=I}
donde {\displaystyle I} es el elemento de identidad de {\displaystyle K}. Todo elemento analíticamente integral es integral en el sentido del álgebra de Lie, pero puede haber elementos integrales en el sentido del álgebra de Lie que no son analíticamente integrales. Esta distinción refleja el hecho de que si {\displaystyle K} no está simplemente conectado, puede haber representaciones de {\displaystyle {\mathfrak {g}}} que no provienen de representaciones de {\displaystyle K}. Por otra parte, si {\displaystyle K} está simplemente conectado, las nociones de "integral" y "analíticamente integral" coinciden.
El teorema del mayor peso para las representaciones de {\displaystyle K}  es entonces lo mismo que en el caso del álgebra de Lie, excepto que "integral" se reemplaza por "analíticamente integral".

## Pruebas
Hay al menos cuatro pruebas:
- La prueba original de Hermann Weyl desde el punto de vista del grupo compacto,[10] basada en la fórmula del carácter de Weyl y el teorema de Peter-Weyl.
- La teoría de los módulos Verma contiene el teorema de mayor peso. Éste es el enfoque adoptado en muchos libros de texto estándar.
- El teorema de Borel-Weil-Bott construye una representación irreducible como el espacio de secciones globales de un paquete de líneas amplio, como consecuencia se obtiene el teorema del peso más alto (el enfoque utiliza bastante geometría algebraica, pero produce una demostración muy rápida).
- El enfoque teórico invariante: se construyen representaciones irreducibles como subrepresentaciones de una potencia tensorial de las representaciones estándar. Este enfoque se debe esencialmente a Hermann Weyl y funciona bastante bien para grupos clásicos.